# Mónica Azón
Mónica Azón Canalda (ur. 19 października 1972 w Barcelonie) – hiszpańska żeglarka sportowa, dwukrotna olimpijka.

## Kariera
Największe sukcesy sportowe odnosiła startując w latach 2001-2008 w klasie Yngling, jednak pierwsze starty w zawodach międzynarodowych odbywała w klasie 470 (w latach 1989-1997), zaś później, w latach 2011-2018 - w klasie Laser Radial.
Była dwukrotną mistrzynią świata w klasie Yngling – medale zdobyła na mistrzostwach w 2002 w Brunnen w Szwajcarii oraz w 2006 w La Rochelle we Francji. W tych latach odnosiła również największe sukcesy: w 2002 otrzymała złoto w Holland Regatta w 2002 r., a także srebro na Semaine Olympique Francaise, zaś w 2006 zdobyła pierwsze miejsce na żeglarskich mistrzostwach Europy w Medembliku i żeglarskich mistrzostwach Ameryki Północnej w Miami.
Dwukrotnie brała udział w Igrzyskach Olimpijskich – w 2004 w Atenach, zajmując 12. miejsce w klasie Yngling oraz w 2008 w Pekinie, gdzie zajęła 14. miejsce (w tej samej klasie). Na igrzyskach w 2004 pływała w załodze z Gracielą Pisonero oraz Mariną Sanchez, a następnie od 2006 r. ze swoją siostrą Sandrą Azón oraz również z Graciellą Pisonero.
Od 2011 startowała w klasie Laser Radial. Tutaj największym jej sukcesem było pierwsze miejsce wśród kobiet na Laser European Master Championship w Fouesnant we Francji w 2017 r.